# Blue Monday (New Order)
Blue Monday is een nummer van de Britse newwaveband New Order uit 1983. Behalve een hit in de originele uitvoering in 1983 werden remix-versies ook hits in 1988 en 1995. Het originele nummer uit 1983 is in thuisland het Verenigd Koninkrijk de bestverkochte 12"-single aller tijden. Het nummer wordt beschouwd als een van de pioniers van de moderne dans/housemuziek.

## Achtergrond
De single is met een lengte van bijna zeven en een halve minuut een opvallend lang nummer om de hitlijsten te halen. Vanwege de lengte werd het nummer enkel op 12"-single uitgebracht en niet op de conventionele 7"-single. Hoewel het nummer eigenlijk slechts bedoeld was voor dj's in dansclubs, werd het een onverwacht commercieel succes. De single verkocht 1,16 miljoen exemplaren in het Verenigd Koninkrijk. Dit is normaal gesproken ruim voldoende voor een gouden plaat, maar omdat het platenlabel Factory Records niet aangesloten is bij de British Phonographic Industry Association, werd deze niet toegekend.
Volgens bandlid Bernard Sumner is "Blue Monday" geïnspireerd door vier nummers: de arrangementen zijn gebaseerd op "Dirty Talk" van Klein + M.B.O., de bas komt van "You Make Me Feel (Mighty Real)" van Sylvester James, de beat van "Our Love" van Donna Summer en de keyboards bij de intro en outro zijn gebaseerd op Kraftwerks "Uranium". De band heeft ook elementen van eigen werk hergebruikt: delen van de ritmesectie en synthesizers komen ook al voor op het nummer " Video 5 8 6" uit 1982.

## Versies

### Originele versie
"Blue Monday" heeft in 1983 twee keer de Britse hitlijst gehaald. De eerste keer, nadat de single was uitgegeven, behaalde het de twaalfde positie. Toen de band het album Power, Corruption & Lies uitbracht, waar Blue Monday en de B-kant "The Beach" beide niet op stonden, kwam het nummer opnieuw in de hitlijst en bereikte dit keer de 9e positie in de UK Singles Chart.
In Nederland werd de plaat veel gedraaid op Hilversum 3 en werd een grote hit in de destijds drie landelijke hitlijsten op de nationale publieke popzender. De plaat bereikte de 3e positie in de Nederlandse Top 40, de 4e positie in de TROS Top 50 en de 6e positie in de  Nationale Hitparade. In de Europese hitlijst op Hilversum 3, de TROS Europarade, werd géén notering behaald.
In België bereikte de plaat de 7e positie in zowel de voorloper van de Vlaamse Ultratop 50 als de Vlaamse Radio 2 Top 30. In Wallonië werd géén notering behaald.
In 1985 is de originele versie uit 1983 op 7"-single uitgebracht in Polen, met Thieves Like Us als B-kant.

### Trivia
De originele maxisingle (12 inch) uit 1983 werd uitgebracht in een hoes die eruitziet als een 8 inch (20 cm) diskette (ook wel floppy disk genoemd). Deze versie is gezocht onder vinylverzamelaars.

### Blue Monday 88
In april 1988 werd een officiële remix gemaakt door Quincy Jones en John Potoker, getiteld "Blue Monday 88". Deze single had een 'normalere lengte' (4:09) en verscheen op 7"-single met "Beach Buggy" als B-kant. Deze versie behaalde in thuisland het Verenigd Koninkrijk de derde positie in de UK Singles Chart.
In Nederland werd ook deze versie destijds veel gedraaid op de nationale publieke popzender Radio 3 en bereikte de 5e positie in de Nederlandse Top 40 en de 4e positie in de Nationale Hitparade Top 100.
In België werd de 14e positie in de voorloper van de Vlaamse Ultratop 50 bereikt en de 6e positie in de Vlaamse Radio 2 Top 30. In Wallonië werd géén notering behaald.

### Blue Monday 95
In 1995 werd het nummer opnieuw geremixt, ditmaal door Hardfloor.  Alleen in Finland wist deze versie de hitlijst te bereiken met een de top 10 notering.

### Covers
Enkele coverversies hebben ook de hitlijsten behaald. Zo kwam de versie van Orgy uit 1998 op #5 in Canada. Ook Flunk (2002) en 808 State hebben het nummer gecoverd.

## NPO Radio 2 Top 2000
| Nummer met noteringen in de NPO Radio 2 Top 2000 | '00 | '01 | '02 | '03 | '04 | '05 | '06 | '07 | '08 | '09 | '10 | '11 | '12 | '13 | '14 | '15 | '16 | '17 | '18 | '19 | '20 | '21 | '22 | '23 | '24 |
| ------------------------------------------------ | --- | --- | --- | --- | --- | --- | --- | --- | --- | --- | --- | --- | --- | --- | --- | --- | --- | --- | --- | --- | --- | --- | --- | --- | --- |
| Blue Monday                                      | 497 | 442 | 495 | 475 | 466 | 548 | 483 | 792 | 545 | 622 | 768 | 760 | 478 | 424 | 455 | 462 | 421 | 424 | 354 | 399 | 422 | 417 | 448 | 463 | 482 |

1. ↑  Een vetgedrukt getal geeft de hoogste notering aan.
2. ↑  2000 was het eerste jaar met een notering voor dit nummer.